# Muriel Pénicaud
Muriel Pénicaud (Versalles, 31 de març de 1955) és una funcionària pública francesa. Va ser la vicepresidenta executiva de recursos humans a Dassault Systèmes de 2002 a 2008, i al Grup Danone de 2008 a 2014. Va assumir el càrrec de Ministra de treball de França el 17 de maig de 2017.
Es va graduar a la Universitat de Paris Nanterre. Va treballar al ministeri de treball francès entre 1985 i 2002. Com a assessora del ministre Jean-Louis Bianco de 1991 a 1992, i de René Teulade de 1992 a 1993. També va treballar pel Grup Danone entre 1993 i 2002. Va ser la Vicepresidenta Executiva d'Organització, Recursos Humans i Desenvolupament Sostenible de Dassault Systèmes de 2002 a 2008. Va retornar al Grup Danone el 2008, de Vicepresidenta Executiva de Recursos Humans fins al 2014. Rep entre 2012 i 2014 més de 4,7 milions d'euros de remuneració per aquesta activitat.
Pénicaud va ser nomenada ambaixadora francesa per Inversió Internacional el maig 2014, i com a CEO de Business France l'1 de gener de 2015. En aquest lloc, va promoure la inversió estrangera a França. També va ser cavaller de la Legió d'Honor el 2009. És a la junta directiva de SNCF i de Paris-Saclay.
Va ser nomenada Ministra de Treball de França el 17 de maig de 2017.
El juliol de 2017 es va obrir una investigació formal per "possible favoritisme" en l'organització d'un esdeveniment de tecnologia a Las Vegas per part de Business France sota el mandat de Penicaud. El francès diari Libération recentment ha subratllat que va ser sospitosa d'haver proporcionat una "visió truncada de l'auditoria" a la junta directiva de Business France. Com a directora de recursos humans a Danone durant la dècada del 1990, Muriel Pénicaud va aconseguir 1,4$ milions d'stock options a canvi d'eliminar 900 llocs de treball, segons Bloomberg.